# Cmentarz żydowski w Miłakowie
Cmentarz żydowski w Miłakowie – został założony w 1809 roku i zajmuje powierzchnię 0,2 ha, na której zachowały się 22 nagrobki z przełomu XIX i XX wieku. Są one wykonane z marmuru i piaskowca, inskrypcje są w języku hebrajskim bądź niemieckim. Cmentarz znajduje się przy ul. Kaszubskiej.